# Yurisai
Pour plus de détails, voir Fiche technique et Distribution.
Yurisai (百合祭) est un film japonais réalisé par Sachi Hamano, sorti en 2001.

## Synopsis
Un séducteur de 75 ans, M. Miyoshi, arrive dans un immeuble de personnes âgées. À son contact, Mme. Miyano et ses cinq autres colocataires s'ouvrent de nouveau à la possibilité du désir. Mme. Miyano envisage pour la première fois un amour lesbien.

## Fiche technique
- Titre : Yurisai
- Titre original : 百合祭
- Réalisation : Sachi Hamano
- Scénario : Kuninori Yamazaki d'après le roman de Hōko Momotani
- Musique : Shigemi Yoshioka
- Photographie : Katsuji Oyamada
- Montage : Naoki Kaneko
- Société de production : Tantan-sha Company
- Pays :  Japon
- Genre : Comédie dramatique et romance
- Durée : 100 minutes
- Dates de sortie : 
  -  Japon : 26 août 2001

## Distribution
- Kazuko Yoshiyuki : Rie Miyano
- Mickey Curtis : Terujiro Miyoshi
- Utae Shōji : Umeka Mariko
- Kazuko Shirakawa : Renako Yokota
- Sanae Nakahara : Teruko Satoyama
- Chisako Hara : Atsuko Namiki
- Hisako Ōkata : Yoshi Kitagawa
- Sachiko Meguro : Nene Totsuka

## Distinctions
Le film a reçu le prix du meilleur film lesbien au Festival international du film gay et lesbien de Philadelphie 2003.